# Серафін (Мазовецьке воєводство)
Серафін (пол. Serafin) — село в Польщі, у гміні Лисе Остроленцького повіту Мазовецького воєводства.
Населення — 319 осіб (2011).
У 1975-1998 роках село належало до Остроленцького воєводства.

## Демографія
Демографічна структура станом на 31 березня 2011 року:
|          | Загалом | Допрацездатний вік | Працездатний вік | Постпрацездатний вік |
| -------- | ------- | ------------------ | ---------------- | -------------------- |
| Чоловіки | 172     | 32                 | 124              | 16                   |
| Жінки    | 147     | 28                 | 85               | 34                   |
| Разом    | 319     | 60                 | 209              | 50                   |